# Cromwell au château de Windsor
Cromwell au château de Windsor est un tableau peint par Eugène Delacroix vers 1828. Il représente Oliver Cromwell contemplant un portrait de Charles Ier sans se rendre compte qu'il est espionné. 
En 2014, il est prêté au Musée des Beaux-Arts de Lyon dans le cadre de l'exposition L'Invention du passé. Histoires de cœur et d'épée en Europe, 1802-1850. Le tableau était alors possédé par la galerie Hans à Hambourg.